# Nyland (Sydfynske Øhav)
 For alternative betydninger, se Nyland (flertydig). (Se også artikler, som begynder med Nyland)
Nyland er en 1 ha, 600 meter lang, marint dannet ø, som består af sand, grus og stenaflejringer i det Sydfynske Øhav sydøst for Ærøskøbing mellem Store Egholm og Urehoved på Ærø. I perioder er Nyland og Nylands Kalv forbundet med hinanden. Øen er bevokset med almindelig strandvoldsvegetation.
Nyland og Nylandskalv har tilhørt staten siden 1941 og administreres af Miljøministeriet.
Den kun 100 år gamle ø er bevokset med græs og marehalm på den centrale og nordlige del. På midten findes en lavning fra en tidligere lagune. Mod syd strækker Nyland sig ud i et langt, ubevokset sand- og stenrev.
Øerne er overladt tll en naturlig udvikling og beliggende i EU-fuglebeskyttelsesområde 71 og er omfattet af Miljø- og Energiministeriets bekendtgørelse af 30. juni 1996 om Sydfynske Øhav Vildtreservat, der dog erstattes af en nyere bekendtgørelse i 2007. På øerne er forbud mod jagt i september. På det omgivende fiskeriterritorium er der forbud mod jagt fra ikke opankret fartøj.
Nord for øen fører lidt dybere vand ind til en naturhavn, hvor både med maksimalt 1 meters dybdegang kan ankre op. I sommerperioden besøger mange sejl- og badeturister Nyland.

## Fugleliv
Før i tiden var øen en vigtig fugleø med ca. 132 par ynglende Havterner, Stenvender og Dværgterne. Formodentlig på grund af for mange besøgende om sommeren er der kun få ynglefugle tilbage.

## Planteliv
Der vokser bl.a.
| - Almindelig Tagrør, - Almindelig Hjorterod, - Almindelig Kvik, - Almindelig Draphavre, - Kruset Skræppe, - Kryb-Hvene, | - Kveller, - Rosen-Katost, - Rynket Rose, - Smalbladet kællingetand, - Strand-Annelgræs, - Strand-Asters, | - Strandgåsefod, - Strand-Malurt, - Strand-Mælde, - Strand-Vejbred og - Vingefrøet Hindeknæ. |

Det er ved skiltning henstillet at begrænse færdsel på øen i yngletiden, og det tilrådes at undlade landgang fra 1.marts til 1.juli.